# One for the Road (ER)
One for the Road is de eerste aflevering van het elfde seizoen van de televisieserie ER, die voor het eerst werd uitgezonden op 23 september 2004.

## Verhaal
Dr. Pratt, dr. Jing-Mei en Elgin zijn met de auto in de Chicago rivier beland nadat zij beschoten zijn vanuit een andere auto. Zij worden gered maar Elgin overleeft het niet, de andere twee hebben een operatie nodig waarvan zij volledig herstellen.
Dr. Kovac krijgt een telefoontje van Alex, nadat hij en zijn moeder Chicago ontvlucht zijn voor de ex-man van Sam. Dr. Kovac zoekt hen op en haalt hen over om terug te keren naar Chicago. 
De SEH maakt kennis met drie nieuwe studenten geneeskunde: Ray Barnett, Abby Lockhart en Howard Ritzke. Lockhart krijgt als eerste patiënt een drugssmokkelaar.
Dr. Carter en zijn vriendin Kem nemen afscheid van hun doodgeboren zoon en hij vraagt haar ten huwelijk. Kem slaat dit af en verlaat Chicago om terug te keren naar Congo. 
Dr. Rasgotra keert terug naar Chicago en is er nog niet over uit wat zij met haar leven wil doen nadat zij gestopt is met haar studie geneeskunde.
Dr. Weaver krijgt volledige voogdij over Henry.

## Rolverdeling

### Hoofdrollen
- Noah Wyle - Dr. John Carter
- Maura Tierney - Dr. Abby Lockhart
- Mekhi Phifer - Dr. Gregory Pratt
- Alex Kingston - Dr. Elizabeth Corday
- Goran Višnjić - Dr. Luka Kovac
- Ming-Na - Dr. Jing-Mei Chen
- Parminder Nagra - Dr. Neela Rasgrota
- Shane West - Dr. Ray Barnett
- Laura Innes - Dr. Kerry Weaver
- Scott Grimes - Dr. Archie Morris
- Andy Powers - Dr. Howard Ritzke
- Linda Cardellini - verpleegster Samantha 'Sam' Taggart
- Oliver Davis - Alex Taggart
- Laura Cerón - verpleegster Chuny Marquez
- Deezer D - verpleger Malik McGrath
- Yvette Freeman - verpleegster Haleh Adams
- Lily Mariye - verpleegster Lily Jarvik
- Pamela Sinha - verpleegster Amira
- Lyn Alicia Henderson - ambulancemedewerker Pamela Olbes
- Demetrius Navarro - ambulancemedewerker Morales
- Brian Lester - ambulancemedewerker Brian Dumar
- Louie Liberti - ambulancemedewerker Bardelli
- Troy Evans - Frank Martin
- Thandie Newton - Makemba 'Kem' Likasu

### Gastrollen (selectie)
- José Zúñiga - Eduardo Lopez
- Renée Victor - Florina Lopez
- James Earl - Elgin Gibbs
- Vanessa Martinez - Tiffany James
- Petrea Burchard - rechter Amoroso
- John DiMaggio - politieagent narcotica
- Thomas Vincent Kelly - Jeffrey Macauley
- John Prosky - Mr. Brooks